# Castres-Gironde
 Castres-Gironde  ist eine französische Gemeinde im Département Gironde in der Region Nouvelle-Aquitaine. Die Gemeinde liegt im näheren Einzugsgebiet der Stadt Bordeaux. Während Castres-Gironde  im Jahr 1962 noch über 784 Einwohner verfügte, zählt man aktuell 2689 Einwohner (Stand 1. Januar 2022).
Die Gemeinde gehört zum Kanton La Brède im Arrondissement Bordeaux.

## Bevölkerungsentwicklung
| Jahr                      | 1962 | 1968 | 1975 | 1982 | 1990 | 1999 | 2006 | 2016 |
| Einwohner                 | 784  | 904  | 1074 | 1211 | 1349 | 1512 | 1890 | 2333 |
| Quelle: Cassini und INSEE |      |      |      |      |      |      |      |      |

## Sehenswürdigkeiten

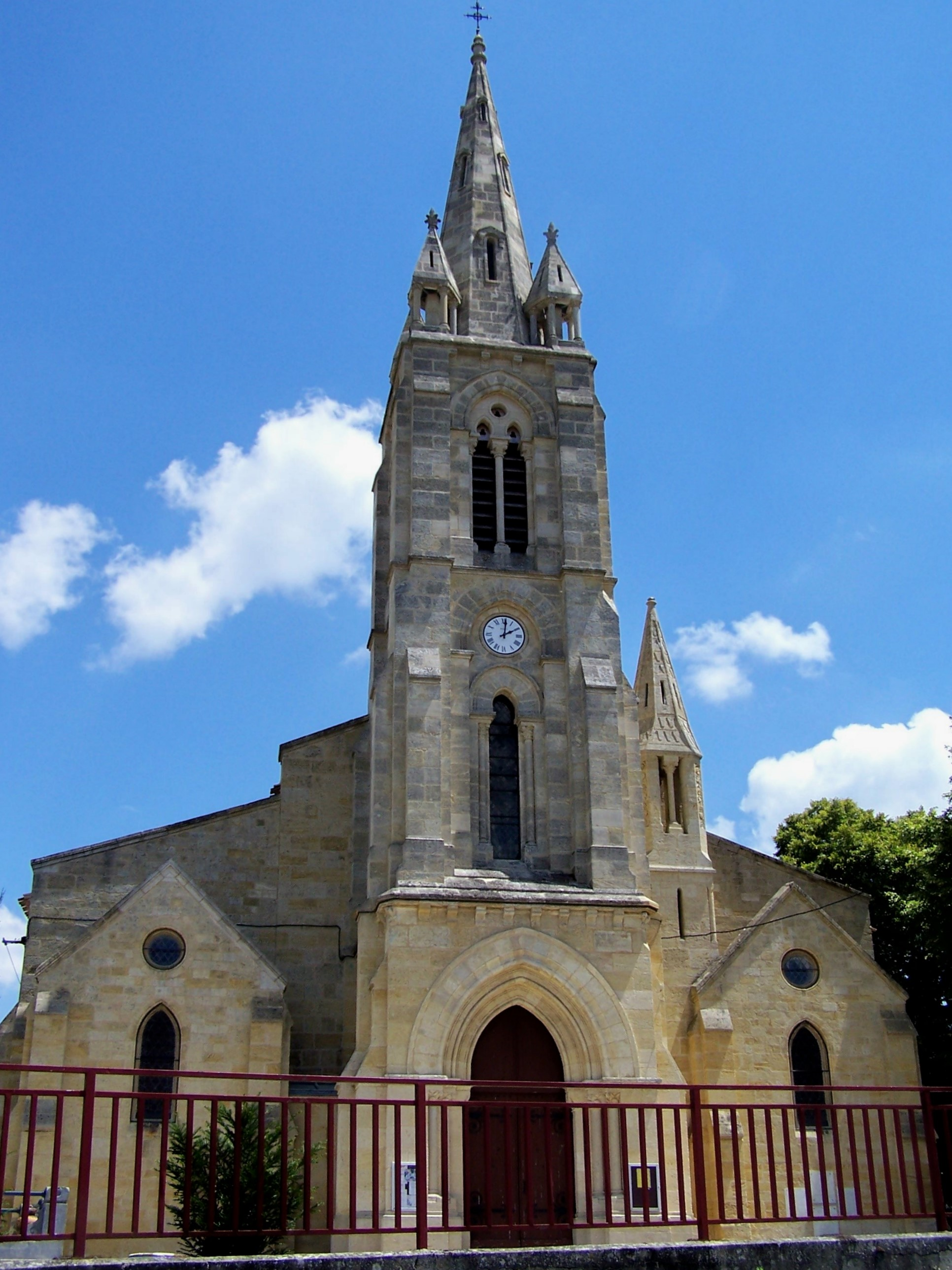
Kirche Saint-Martin

- Kirche Saint-Martin

## Weinbau
Castres-Gironde ist ein Weinbauort in der Weinbauregion Graves.